# Хитан
Хитан (араб. ختان‎), хатна (араб. ختنة‎), суннат — исламский термин, означающий обряд обрезания, представляющий собой усечение крайней плоти. Исламские богословы спорят о том, является ли обрезание обязательным или желательным действием для всех мусульман мужского пола. Обязательной даты обрезания не существует, но желательно совершить его в раннем детстве. В тех случаях, когда мальчики рождаются без крайней плоти, обрезание для них не нужно.

## Значение
В отличие от иудейской традиции, где обрезание является заветом между Богом и людьми, в исламе данный обряд носит менее символичное значение. В исламе обрезание является частью Сунны пророка Мухаммада, а также символом принадлежности к исламу. В настоящее время мусульмане являются самой многочисленной религиозной группой, практикующей обрезание. Обрезание не является условием для принятия ислама, а для тех, кто принял ислам в старшем возрасте, обрезание не является обязательным.

## История
Согласно исламской традиции, пророк Ибрахим был первым человеком, совершившим обряд обрезания по приказу Всевышнего. В Сахихах аль-Бухари и Муслима приводятся хадисы, в которых пророк Мухаммед говорит, что пророк Ибрахим собственноручно совершил обрезание в возрасте восьмидесяти лет. Во времена пророка Мухаммада обрезание практиковалось большинством арабских племён, в том числе арабами-язычниками. По словам Ибн Аббаса, люди времён джахилии совершали обрезание своим детям при достижении ими возраста совершеннолетия
Согласно исламской традиции, сам пророк Мухаммед родился без крайней плоти. Многие из сподвижников пророка Мухаммеда совершали обрезание при принятии ислама. Пророк Мухаммед обрезал своих внуков на седьмой день после их рождения.

## Хадисы об обрезании
Несмотря на то, что обрезание не упомянуто в Коране, второй основной источник исламского права, содержит хоть и скупую, но интересную
информацию об обряде обрезания.
- «Фитра — это пять (действий) или пять (действий) составляют фитру: обрезание (хитан), сбривание волос на лобке (истихдад), подстригание ногтей (таклим аль-азфар), выдергивание волос под мышками (натф аль-ыбт) и подстригание усов (кас аш-шариб)»[12][13]
- «После того, как две обрезанные части встретились (или по другой версии: после того, как одна обрезанная часть прикоснулась к другой) — полное омовение (гусль) становится обязательным»[14]
- «Обрезание (хитан) — это „сунна“ (очень желательное действие) для мужчин и „макрума“ (благородное действие) — для женщин»[15]

## Обрезание в различных течениях
Все великие исламские богословы считали обряд обрезания частью религиозной практики для мужчин.

Что касается женщин, нет достоверного хадиса от Пророка Мухаммада, который побуждал бы к обрезанию женщин желательным или обязательным образом.
Сказал имам Абу Бакр Ибн аль Мунзир (ум. 310 г.х.):
لَيْسَ فِي الْخِتَانِ خَبَرٌ يُرْجَعُ إلَيْهِ، وَلَا سَنَدٌ يُتَّبَعُ
«Нет касательно обрезания для женщин сообщения, к которому можно было бы вернуться, и иснада, за которым можно было бы следовать»

Источник: «Ат Тальхыс аль Хабир», 4/226
Также нет разногласий по степени обрезания:
Сказал табиин Абдуль Малик Ибн Джурейдж:
"Рассказал мне Абдуль Азиз Ибн Умар Ибн Абдуль Азиз: «Ученые во время правления Умара Ибн Абдуль Азиза были единогласны в том, что за увечье, нанесенное клитору, полагается полноценная компенсация (дия), поскольку это лишает женщину возможности наслаждаться половым актом и совершать его».

Передал Абдур Раззак в «Аль Мусаннаф», иснад достоверный
Степень обязательности в различных исламских течениях и правовых школах разнится. У суннитов обрезание для мужчин считается желательным (суннат), либо обязательным (ваджиб) действием. Шииты считают, что усечение крайней плоти обязательно: необрезанный не может осуществить паломничество в Мекку. Само обрезание мусульмане делают, ориентируясь на пример пророка Ибрагима (Авраама). Кораниты отвергают даже желательность обрезания, заявляя, что само обрезание противоречит некоторым аятам Корана.

### Сунниты
Среди суннитских правоведов существуют различные мнения по поводу обязательности обрезания. Имамы Абу Ханифа (основатель ханафитского мазхаба) и Малик ибн Анас утверждают, что обрезание является сунной-муккада, то есть не обязательным, но рекомендуемым действием. Ханафиты и маликиты обычно не обрезают взрослых мужчин, принявших ислам. Но имамы аш-Шафии и Ахмад ибн Ханбаль рассматривали обрезание как обязательное действие для всех мусульман.

### Шииты
Большинство шиитских богословов рассматривают практику обрезания обязательной. Шииты считают, что необрезанный мусульманин не может совершить паломничество в Мекку. В авторитетных шиитских книгах сохранились высказывания праведного халифа Али ибн Абу Талиба о том, что «если человек становится мусульманином, то он должен совершить обрезание, даже если ему 80 лет». По словам Джафара ас-Садика «земля ненавидит мочу необрезанных».

### Кораниты
Среди исламских течений существует течение, отвергающее обрезание мужчин в связи с тем, что оно не упоминается в Коране. Сторонники этой точки зрения указывают на аяты Корана, которые указывают на совершенство творения и соображения гигиены. Некоторые кораниты утверждают, что обрезание является запрещённым (харамом), утверждая, что, например, 119-й аят суры Ан-Ниса запрещает изменение своего тела, а 4-й аят суры Ат-Тин говорит, что человек был создан совершенным.

## Женское обрезание
В ханафитском, маликитском и ханбалитском мазхабах женское обрезание возможно, но не обязательно. В шафиитском мазхабе женское обрезание, как и мужское, является обязательным (ваджиб) действием для мусульманки. В сборнике хадисов «Сунан» Абу Дауда приводится хадис от Ум Атии аль-Ансарии, по которому пророк Мухаммад советовал некоей женщине, практиковавшей женское обрезание (хатина) в Медине, во время операции не отрезать больше, чем нужно.
| Мазхаб    | Мужское обрезание     | Женское обрезание         |
| Сунниты   | Сунниты               | Сунниты                   |
| --------- | --------------------- | ------------------------- |
| Ханафиты  | желательное (суннат)  | желательное (суннат)      |
| Маликиты  | обязательное (ваджиб) | желательное (суннат)      |
| Ханбалиты | обязательное (ваджиб) | ваджиб/мустахабб          |
| Шафииты   | обязательное (ваджиб) | обязательное (ваджиб)     |
| Шииты     | обязательное (ваджиб) | рекомендуемое (мустахабб) |
| Ибадиты   | обязательное (ваджиб) | рекомендуемое (мустахабб) |

## Процедура
В то время как для иудейского обрезания регламентированы сроки и порядок совершения ритуала, в исламе нет строго определённой процедуры или формы обрезания. Процедура обрезания может меняться в зависимости от времени и места его совершения. Все исламские учёные признавали, что правильный процесс обрезания у мужчин включает «отрезание куска кожи, покрывающего головку полового члена таким образом, чтобы последняя полностью оголилась».
В последнее время всё чаще операции по обрезанию крайней плоти делаются врачами с использованием местной анестезии. В отличие от иудейского обрезания, в обрезании мусульманина может принимать участие представитель другой веры.

## Возраст обрезания
В исламских источниках не указано определённое время для обрезания. Время совершения обрезания зависит от традиций в семье, региона и страны. Большинство исламских богословов придерживаются мнения, что родители должны обрезать ребёнка до достижения им возраста семи, десяти лет или начала полового созревания. По мнению некоторых богословов, наилучшим возрастом для обрезания является седьмой день после рождения ребёнка, так как сам пророк Мухаммад совершил обрезание своих внуков — Хасана и Хусейна — на седьмой день после их рождения.
В некоторых исламских странах обрезание производится после того, как мальчик научится читать весь Коран от начала до конца. В Малайзии и других странах операция обычно проводится при достижении мальчиком возраста от десяти до двенадцати лет.

## Обрезание в России и в СССР
В атеистическом послевоенном СССР отношение властей к обрезанию было двойственным. В послевоенный период в Башкирии по деревням ходили специальные «суннатчи бабаи», которые делали обрезание. Совет по делам религиозных культов в 1955 году категорически отказался запрещать делать обрезание и наказывать за его проведение. Более того, как и с «бродячими муллами» Совет рекомендовал обложить «суннатчи бабаев» налогами. При этом Совет выступал категорически против передачи права совершения обрезания представителям зарегистрированного духовенства. В секретном письме от 14 января 1955 года Совет указывал своему Уполномоченном по Башкирской АССР:
Совет не согласен с Вашим предложением о запрещении производить обряд обрезания. С этим, также как и другими религиозными обрядами, борьба административным путем вестись не должна. Вам следует глубже изучать деятельность т. н. «суннатчи бабаев» и о всех имеющихся фактах периодически информировать руководящие органы республики.

Имеющиеся у Вас сведения о лицах, которые получает доходы от совершения данного обряда, сообщайте в Министерство Финансов Башкирской АССР для обложения их подоходным налогом по 19 ст. Указа Президиума Верховного Совета СССР.
При этом Совет в том же письме выступал категорически против того, чтобы легализовать обрезание, дав право его совершения представителям зарегистрированного духовенства:
В случае обращения к Вам муфтия Хиялетдинова по вопросу о предоставлении зарегистрированному духовенству права производить обрезание, Вам следует в деликатной форме отговорить его от этого рекомендовав сохранить в этом вопросе фактическое положение, существующее сейчас, т. к. в противном случае Духовному управлению придется иметь дело с органами здравоохранения, которые потребуй от служителей культа, занимающихся названной операцией, необходимых медицинских знаний и навыков. Кроме того, указанная деятельность зарегистрированного духовенства потребует установления ответственности за благополучный исход каждой операции.

## Обрезание в Европе
В июне 2012 года Кёльнский суд приравнял обрезание к уголовному преступлению. В суд подала местная прокуратура после того, как у четырёхлетнего мусульманского мальчика после операции произошли осложнения. В результате немецкие врачи начали отказываться от проведения подобных операций, опасаясь судебных исков. Согласно берлинским законам, для того, чтобы родители или опекуны ребёнка смогли провести операцию, они обязаны предоставить письменное согласие, предъявить справку из общины, чтобы доказать свою религиозность, а также ознакомиться с возможными рисками для здоровья мальчика.

### на других языках
- K̲h̲itān / Wensinck, A. J. // Encyclopaedia of Islam. 2nd ed :  [англ.] : in 12 vol. / ed. by P. J. Bearman, Th. Bianquis, C. E. Bosworth, E. van Donzel, W. P. Heinrichs et al. — Leiden : E.J. Brill, 1960—2005. (платн.)